# Севець
Севець (словен. Sevec) — поселення в общині Словенська Бистриця, Подравський регіон‎, Словенія.